# You're Crazy (album)
 For alternative betydninger, se You're Crazy. (Se også artikler, som begynder med You're Crazy)
You're Crazy er det tredje studiealbum af den danske sangerinde og sangskriver Anne Linnet fra 1980.

## Spor
1. "You're Crazy" - 3:37
2. "Don't Wait" - 3:38
3. "Son Of Life" - 4:04
4. "You" - 3:09
5. "In Dark We Walk" - 4:17
6. "Hazy Sky" - 4:09
7. "City-Fallen Angel" - 4:39
8. "Dolly's Lounge" - 3:22
9. "Mama-Lady" - 3:14
10. "Nothing Left To Move Me" - 3:57
11. "In Time" - 2:24